# آرشالی
آرشالی (به لاتین: Arshaly) یک زیستگاه انسانی در قزاقستان است که در شهرستان آرشالی واقع شده‌است.

## خصوصیات
آرشالی ۷٬۰۵۱ نفر جمعیت دارد.